# Theodor Nottebohm
Theodor Nottebohm (* 28. Oktober 1850 in Hamburg; † 31. Mai 1931 in Breslau, Provinz Niederschlesien) war ein deutscher evangelischer Geistlicher, Domprediger und Generalsuperintendent.

## Leben
Nottebohm war das siebente Kind des Hamburger Großkaufmanns Carl Ludwig Nottebohm (* 1798, † 1870). Die Mutter, Hillegonda Jacoba Nottebohm, geborene van der Smissen (* 1813, † 1910), wurde 1835 die zweite Ehefrau seines Vaters nach dem frühen Tod der ersten Frau. Seiner Geburtsstadt blieb er zeitlebens treu verbunden. Als im Jahre 1906 durch einen Brand der Turm von St. Michaelis zerstört wurde, folgte er dem Aufruf des Kirchenvorstandes und spendete einen erheblichen Betrag zum Wiederaufbau ebenso wie seine Verwandten, darunter seine Mutter und sein ältester Bruder Carl Friedrich Wilhelm Nottebohm (* 1837) sowie seine Schwestern Auguste (* 1845) und Eleonore (* 1838).

### Studium
Nach dem Besuch der Gelehrtenschule des Johanneums seiner Geburtsstadt und Erlangung der Hochschulreife zu Ostern 1870 studierte er an der Universität Göttingen Theologie. Er unterbrach das Studium, um als Kriegsfreiwilliger am Deutsch-Französischen Krieg teilzunehmen. Nach Kriegsende setzte er das Theologiestudium an den Universitäten in Tübingen (1872–1873) und Kiel fort. Die Erste Theologische Prüfung legte er in Hamburg mit der Note Auszeichnung ab.

### Erste Berufsstationen
Um sich für eine angestrebte wissenschaftliche Laufbahn vorzubereiten, bildete er sich an der Universität Halle weiter und blieb drei Semester an der Theologischen Fakultät in der Saalestadt. Anschließend erfüllte er ab 1. Oktober 1876 den Wunsch seines Onkels, eines Pfarrers, und unterstützte ihn bei der Arbeit im Sprengel Hinte. Sein Interesse an den Aufgaben eines praktischen Seelsorgers motivierte ihn, ab 1. Juni 1877 wieder nach Hamburg zu ziehen und sowohl an St. Michaelis als auch an der Anschar-Kapelle bei Carl Ninck Hilfsprediger zu werden. Beispielsweise hielt er im Status eines Kandidaten der Theologie am 26. Oktober 1879, den 20. Sonntag nach Trinitatis, um 14 Uhr den Kindergottesdienst in der St. Anschar-Kapelle und um 19 Uhr den Abendgottesdienst, während Pastor Ninck am Vormittag den Hauptgottesdienst um 10.30 Uhr gestaltete.
Am 20. Juli 1881 wurde Nottebohm ordiniert und 2. Pfarrer in Paderborn sowie ab 1883 für neun Jahre der 1. Pfarrer.
Nach der Bildung des Predigerseminars Soest in Westfalen wurde ihm 1892 das Amt des Studiendirektors übertragen. Die Funktion als Direktor übte er bis Mitte 1901 aus. Während seiner Tätigkeit als Studiendirektor reiste er im April 1896 mit seiner Schwester Auguste (* 1845) aus Hamburg nach Capri und trug sich dort mit ihr beim Besuch der Villa des deutschen Malers und Zeichners Christian Wilhelm Allers (1857–1915) in das Gästebuch ein.
Ab 1. Oktober 1901 wurde er Nachfolger von Hugo Nehmiz im Amt des Konsistorialrats und 2. Dompredigers in Magdeburg. dort

### Generalsuperintendent in Schlesien
Ausgerüstet mit den Erfahrungen aus seiner kirchenbehördlichen Tätigkeit und dem pastoralen, seelsorgerlichen Dienst folgte er dann der Ernennung zum Generalsuperintendenten für die gesamte Kirchenprovinz Schlesien durch den Evangelischen Oberkirchenrat in Berlin. Die Stelle war durch den frühen Tod des Vorgängers, Hugo Nehmiz, seit 1903 unbesetzt. Anfang Juli 1904 wurde Nottebohm in sein neues Amt in Breslau eingeführt. Er wurde 1905 nach Aufteilung der Generalsuperintendentur in zwei Sprengel, Breslau sowie Oppeln und andererseits Liegnitz, entlastet. Am 2. Juli 1905 weihte Nottebohm die neue evangelische Kirche in der Landgemeinde Zabrze ein.
Zum weiteren Generalsuperintendenten für den nordwestlichen Teil Schlesiens wurde der Theologe Wilhelm Haupt berufen. Eine der ersten Amtshandlungen Nottebohms war die Ordination von Pfarramtskandidaten. In der Breslauer St. Maria Magdalena ordinierte er am 3. Juli 1905 mehrere Kandidaten im Beisein der Gemeinde. Am 30. Oktober 1919 ordinierte er in der Maria-Magdalenen-Kirche zwölf Kandidaten für das geistliche Amt und am 12. April 1922 neun Pfarramtskandidaten.
Zu seinen Obliegenheiten zählten weiter eine jährliche Kirchen-Visitation nach einem Geschäftsplan. Die andere Visitation führte Generalsuperintendent Haupt durch.
Nottebohm war Vorsitzender einer für seinen Sprengel gebildeten Kommission, bestehend aus geistlichen und weltlichen (zumeist kommunalen) Mitgliedern sowie einem Vertreter des Evangelischen Oberkirchenrats. Er führte z. B. 1914 im Kirchenkreis Ratibor vom 13. bis 27. Mai eine Generalkirchenvisitation durch, die wie jede mit einem Schlussgottesdienst sowie einer allgemeinen Abendmahlsfeier und einer Auswertungskonferenz beendet wurde.
Zudem unterbreitete er Vorschläge in Absprache mit dem Konsistorialrat Karl Alfred von Hase für die Besetzung von Pfarrstellen in seinem Sprengel.
Er überprüfte in seiner Amtszeit den an Gymnasien erteilten Religionsunterricht. So besuchte er im Schuljahr 1908/09 das Gymnasium in Patschkau und überzeugte sich von der ordnungsgemäßen Durchführung.
Am 15. September 1910 nahm er die Weihe eines sozialen Projekts des Johanniterordens in Trebnitz vor, des am 1. Oktober desselben Jahres in Betrieb gehenden „Johanniterkranken- und Siechenhaus“ an der Wallstraße. In Vertretung des verhinderten Herrenmeisters des Ordens, Prinz Eitel Friedrich von Preußen, überbrachte der amtierende Kommendator dessen Grüße und Wünsche den Anwesenden der Einweihungsfeier, darunter waren die evangelischen und katholische Geistlichen des Kreises Trebnitz, die beiden Ärzte des Krankenhauses sowie die künftigen Schwestern vom Diakonissenmutterhaus in Grünberg.
Er predigte in seiner Amtszeit als Generalsuperintendent auch außerhalb seines schlesischen Sprengels. So hielt er bei den Jubiläumsfeierlichkeiten anlässlich des 200. Jahrestages der Altranstädter Konvention am
1. September 1907 die Festpredigt in Altranstädt. Bei der Abschlussfeier am Folgenden Tag schilderte er in einem Vortrag das Leben der evangelischen Christen in der Diaspora des katholischen Schlesiens.
Anlässlich der Jahrhundertfeier der Errichtung des Lützowschen Freikorps in Rogau und Zopten hielt Nottebohm 1913 die Festpredigt in der evangelischen Kirche Rogau-Rosenau. In dem klassizistischen Sakralbau fand 1813 die Einsegnung des Lützowschen Freikorps statt.
In Zobten, wurde anschließend im Beisein von weiteren Ehrengästen, u. a. Kronprinz Wilhelm von Preußen und Oberpräsident der Provinz Schlesien, Hans Lauchlan von Guenther, das vom Bildhauer Theodor von Gosen geschaffene „Reiterstandbild des betenden Lützowers“ enthüllt.
Gelegentlich nahm er an kirchlichen Veranstaltungen gemeinsam mit seinem Amtskollegen Wilhelm Haupt teil, beispielsweise im Februar 1920 an einer Tagung in Liegnitz für Mitarbeitende und Freunde des Schlesischen Provinzialvereins für die Berliner Innere Mission wie auch im selben Jahr am 39. Kongress des Schlesischen Provinzialvereins für Innere Mission in Breslau. Bereits 1912 hatte er mit seinem Amtskollegen Haupt die Festveranstaltung zum 25-jährigen Bestehen des Schlesischen Provinzialvereins für die Berliner Innere Mission in der Aula Leopoldina der Universität Breslau besucht, wo er u. a. den anwesenden Rektor Adolf Kneser begrüßen konnte.
Bis zur 1923 erfolgten Abtretung von Teilen Oberschlesiens und der Bildung der selbständigen Unierten Evangelischen Kirche in Polnisch-Oberschlesien nahm Nottebohm an der Oberschlesischen evangelisch-kirchlichen Woche in Kattowitz teil. So hielt der Breslauer Generalsuperintendent am 1. Februar 1921 im evangelischen Gemeindesaal eine biblische Ansprache über den Römerbrief, Kapitel 1, Vers 16. Anschließend ergriff der damalige Vorsitzende des Ausschusses der oberschlesischen evangelischen Kreissynoden, Hermann Voß (1872–1938), das Wort. Er berichtete den einheimischen und auswärtigen Teilnehmern, darunter die Pfarrer Max Braun und Otto Dibelius aus Berlin, über die Lage der evangelischen Gemeinden in Oberschlesien seit 1920. Es gab zu jener Zeit 26 Polnisch sprechende Pastoren für 25 Tausend Christen polnischer Herkunft.
Nottebohm blieb unverheiratet. Den Haushalt in Breslau führte seine ebenfalls unverheiratete Schwester Clara Eleonore († 1923) bis Anfang der 1920er Jahre. Die beiden Geschwister verbrachten gelegentlich gemeinsam den Urlaub, z. B. 1910 im österreichischen Bad Gastein in der seit 1878 bestehenden Villa Mühlberger. 1910 war das Todesjahr der Mutter, verstorben am 19. Juni in ihrem 97. Lebensjahr nach kurzer Krankheit in Hamburg und bestattet am 22. Juni auf dem Familiengrabfeld Nottebohm des Friedhofes Ohlsdorf unter den Worten aus Psalm 23, Vers 6. Seine um fünf Jahre ältere Schwester Auguste hatte die gemeinsame Mutter im Hamburger Stadtteil Harvestehude, betreut.
Für seinen am 4. April 1915 im 79. Lebensjahr verstorbenen Bruder, Carl Friedrich Wilhelm Nottebohm, Kaufmann und Seniorchef der Hamburger Bankierfirma Nottebohm Cie., hielt der Generalsuperintendent eine Andacht im Trauerhaus, bevor die Beerdigung auf dem Friedhof Ohlsdorf von der Kapelle 8 aus stattfand. Ein weiterer Bruder war der 1848 geborene Johannes Theodor Abraham Nottebohm, ein Gutsbesitzer und späterer Einwohner Lübecks. Er starb im November 1923.
Am 31. März 1925 wurde der Generalsuperintendent emeritiert. Der 1. April 1925 war sein erster Tag als Ruheständler.

### Porträt
Die Buchdruckerei Otto Gutsmann aus Breslau druckte in der Festschrift zum 80. Geburtstag von Nottebohm ein Foto des Geehrten ab. Das Büchlein verfasste der evangelische Pastor an der Breslauer St. Trinitatiskirche Konrad Müller gemeinsam mit dem Lehrer an der Staatlichen Kunstakademie Hugo Scheinert. Dieser war insbesondere für die künstlerische Gestaltung des Schriftsatzes zuständig. Das veröffentlichte Porträt zeigt den pensionierten Generalsuperintendenten mit hoher Stirn und buschigen Augenbrauen und einem ergrauten Vollbart. Die Barthaare umfangen die schmalen Lippen seines breiten Mundes.
Er trägt eine Brille. Augenfällig sind die ovalen Gläser mit Fassung aus glänzendem Metall, der schmale Brillensteg und die beiden, dünnen Bügel. Deutlich sichtbar endet der linke Brillenbügel hinter dem Rand der verhältnismäßig großen Ohrmuschel. Beide Wangen sind etwas eingefallen.
Gekleidet ist Nottebohm mit einer schwarzen Anzugjacke und einem weißen Oberhemd sowie einer gebunden, dunklen Krawatte. Während seiner Amtszeit trug er ein Rundkragenhemd, vergleichbar mit einem Kollarhemd wie ein evangelisch-lutherischer Geistlicher. So zeigt ihn eine in Metall getriebene Büste des Breslauer Bildhauers Paul Schulz (1875–1945). In dem Vorwort von Erich Bohn (1874–1948) zu Schulz Veröffentlichung 50 Köpfe wird die künstlerische Darstellung Nottebohms mit dem Aussehen eines mittelalterlichen Asketen verglichen.
Der Berufsfotograf Max Glauer (1867–1935) aus Oppeln porträtierte den Generalsuperintendenten im Seitenprofil um 1930, wie er nachdenklich den Kopf auf den linken Arm stützte.
Der Organist Martin Weyer erinnerte in seinem Vorwort zu ausgewählten Orgelwerken von Theophil Forchhammer (1847–1923) an Theodor Nottebohm. Beide Zeitgenossen kannten sich aus ihrem Wirken in Magdeburg. Der Magdeburger Kirchenmusiker hatte das Werk „Orgelweihe“ dem einstigen Domprediger in Magdeburg und anschließend vom preußischen König Wilhelm II. zum schlesischen Generalsuperintendenten ernannten Nottebohm zum Jahreswechsel 1908/09 gewidmet. Forchhammer verwendete bei dieser Komposition dreizehn Melodien von Advent bis Pfingsten im Blick auf Nottebohms Kirchenweihen einschließlich der Orgel.
Im Alter von nahezu 81 Jahren starb er im Breslauer „Bethanien-Krankenhaus“ nach eintägigem Aufenthalt.
Der Verstorbene hatte noch einen Tag vor seinem Tod an der Arbeit des schlesischen Gustav-Adolf-Vereins teilgenommen.
Die Beisetzung Nottebohms fand am 3. Juni 1931 auf dem Breslauer Alten Friedhof St. Bernhardin in Rothkretscham nach einer Trauerfeier zu seiner Todesstunde 16.30 Uhr in der Kapelle des Diakonissen-Mutterhauses Bethanien statt. Unter den Trauergästen befanden sich die Mitglieder des evangelischen Konsistoriums, Professoren der evangelisch-theologischen Fakultät der Universität Breslau, der Landeshauptmann der Provinz Niederschlesien, Georg von Thaer, die Superintendenten des Sprengels Breslau–Oppeln und als Vertreter der evangelischen Gemeinden des nach dem Ersten Weltkrieg an Polen gelangten Teils Schlesiens, Hermann Voß, nunmehr Kirchenpräsident in Ostoberschlesien (von 1923 bis 1937).
In einem Nachruf wurde sein weitschauender Blick, seine außergewöhnliche Sachkenntnis, die Treffsicherheit seines Urteils und seine bis ins hohe Alter bewahrte Aufgeschlossenheit für die veränderten Bedürfnisse der neuen Zeit gewürdigt.

### Ehrenamtstätigkeit
Ehrenamtlich wirkte er in Leitungsfunktionen des Gustav-Adolf-Vereins. Am 21. Juni 1905 wurde er in den Vorstand des Hauptvereins gewählt sowie ab 1906 Vorsitzender für den erkrankten Karl Gladischefski. Dem Zentralvorstand des Evangelischen Vereins der Gustav-Adolf-Stiftung in Leipzig gehörte er vom 6. November 1909 bis zum 26. März 1920 an.
Er stand nahezu 25 Jahre an der Spitze der schlesische Gustav-Adolf-Arbeit, was sein Stellvertreter Otto Zänker 1930 im Gratulationsschreiben des Vorstandes anlässlich des 80. Geburtstages Nottebohms hervorhob. Zudem wurde er Vorsitzender der schlesischen Frauenhilfe. Seit 1914 war er Vorsitzender des Vorstandes der Diakonieanstalt Bethanien in Breslau. Der Gustav Adolf-Verein, die Arbeit der gemeindlichen Frauenhilfen und die Entwicklung des Diakonissenmutterhauses Bethanien zu Breslau haben ihm besonders am Herzen gelegen.
Er wurde 1904 Mitglied der Schlesischen Gesellschaft für vaterländische Cultur, die sich u. a. für ein breites Verständnis der Ergebnisse wissenschaftlicher Forschung einsetzte. Der Generalsuperintendent arbeitete in der Historischen Sektion und der Evangelisch-theologische Sektion mit.
Er war bereits in der Kaiserzeit Mitglied des Deutschen Vereins zur Erforschung Palästinas und auch in der Weimarer Republik. In dieser Gesellschaft wurde er u. a. mit dem Mitglied und Orientalisten Enno Littmann (1875–1958) bekannt.
Im Evangelisches Magdalenenstift in Deutsch-Lissa zur Ausbildung von sozial gefährdeter junger Mädchen wirkte er nach seiner Pensionierung leidend mit.

## Stiftungen
Im Jahre 1904 veranlasste er die Gründung des Schlesischen Provinzialverbandes der Frauenhilfe. Die Ausbildung von freiwilligen Krankenpflegerinnen für den Einsatz auf dem Lande förderte er mit persönlichen Mitteln.
Er unterstützte finanziell zusammen mit seiner Schwester, Eleonore Nottebohm, die nach ihrer Mutter benannte Jacoba-Stiftung. Die 1905 auf Nottebohms Initiative gegründete kirchliche Stiftung hatte den Zweck, „Geistlichen der evangelischen Landeskirche in der Provinz Schlesien bei besonderen Notfällen, vor allem bei schweren Krankheiten einmalige Beihilfen zu gewähren.“ Er erteilte satzungsgemäß als dienstälterer Generalsuperintendent die Bewilligungen aus der Jacoba Stiftung. Der Präses der Provinzialsynode in der Kirchenprovinz Schlesien Wilhelm Ernst von Zedlitz-Neukirch gab in seiner Amtszeit der Schlesischen Provinzial-Synode eine schriftliche Vorlage des Konsistoriums betreffend die jährlichen Einnahmen und Ausgaben der Jacoba-Stiftung zur Kenntnis.
Für das vom „Verein für Innere Mission“ in Breslau betriebene „Jacobahaus Heimwärts“ übernahm er die Personalkosten des angestellten Sozialarbeiters und förderte finanziell auch die Suchtkrankenhilfe der Einrichtung. Er gehörte dem Vorstand des Missionsvereins an.
Zuvor hatten die beiden Geschwister Fünftausend Mark im Rahmen der Nationalspende zum Kaiserjubiläum 1913 für die christlichen (evangelischen) Missionen zur Verfügung gestellt.
Eleonore Nottebohm spendete 1918 einen Geldbetrag für Bedürftige in Breslau und wurde in die Gabenliste der Schlesischen Zeitung aufgenommen. Clara Eleonore Nottebohm wurde im selben Jahr anlässlich ihres 80. Geburtstages das Frauenverdienstkreuz in Silber für aufopfernde persönliche Tätigkeit auf dem Gebiet der Nächstenliebe, auf kirchlichem oder auf sozialem Gebiet verliehen. Ihr und anderen Damen der Provinz Schlesien verlieh 1915 die Landesregentin von Sachsen-Meiningen, Charlotte von Preußen (1860–1919), während der Abwesenheit des Herzogs durch Teilnahme am Ersten Weltkrieg das Kreuz für Verdienste von Frauen und Jungfrauen in der Kriegsfürsorge.

## Auszeichnungen
- Die Universität Halle verlieh ihm 1905 die Würde eines Ehrendoktors der Theologie.[64] Der Hallenser Theologieprofessor Martin Kähler verfasste die Laudatio.[65]
- Er war 1911 einer der Ehrengäste zur Jahrhundertfeier der Universität Breslau.[66]
- Im Januar 1909 wurde ihm der Rote Adlerorden dritter Klasse verliehen.[67]
- Die Stadt Soest verlieh ihm die Ehrenbürgerschaft, da er das Gelände für einen Stadtpark stiftete.
- Im Jahre 1915 erfolgte die Ernennung zum Wirklichen Geh. Oberkonsistorialrat.
- 1918 ist dem „Generalsuperintendenten Wirkl. Geheimen Oberkonsistorialrat D. Nottebohm der Rote Adlerorden 2. Klasse mit Eichenlaub verliehen worden“.[68]

## Veröffentlichungen (Auswahl)
Er trat als Autor und Vortragsredner in Erscheinung:
- Carl Ninck. Ein kurzes Lebensbild. Verlag der Evangelischen Buchhandlung, Hamburg 1888, OCLC 699751886.
- Referat über Schriften zur Seelsorge, in: Halte, was Du hast. Zeitschrift für Pastoraltheologie, 25. Jg., Nr. 11/12 (August/September), 1902, OCLC 1371224611
- Der Herr ist mein Licht und mein Heil. Predigten. Evangelische Buchhandlung Ernst Holtermann, Magdeburg 1904, OCLC 249988789.
- Zum Gedächtnis der Frau Witwe Carl Ludwig Nottebohm, geb. Hillegonda Jacoba van der Smissen, geb. 15. Dezember 1813 in Hanerau, gest. 19. Juni 1910 in Hamburg, begraben 22. Juni 1910 in Hamburg. Breslau 1910, OCLC 249508470.
- Er gründete 1913 die Zeitschrift Gustav-Adolf-Bote für Schlesien und übernahm im Ersten Weltkrieg vorübergehend die Funktion als Verantwortlicher Schriftleiter.[69]
- Fünf Predigten bei der 65. Hauptversammlung des Evangelischen Vereins der Gustav Adolf-Stiftung in Kiel am 16. und 17. September 1913. Gehalten a. a. von Nottebohm. Verlag J. C. Hinrichs, Leipzig 1914, DNB 361583907.
- Die Aufgabe der Frauenhilfe für den Ausbau des evangelischen Gemeindelebens. Vortrag von Nottebohm. Diesdorf, Kr. Striegau 1915, DNB 361553927.

Die Theologische Literaturzeitung warb in Form von Rezensionen für veröffentlichte Kriegspredigten, z. B. für den Titel Gott ist unser Hort. Predigten evangelischer Geistlicher aus Breslau für die Gemeinde und das deutsche Heer, OCLC 72537718, darunter war der Autor „Gen.-Superinten. Nottebohm“, Breslau 1915.